# João Caetano
João Caetano dos Santos (Itaboraí, 27 de janeiro de 1808 – Rio de Janeiro, 24 de agosto de 1863) foi importante ator e encenador brasileiro.
Considerado o "pai do teatro brasileiro", João Caetano foi o primeiro ator brasileiro a interpretar papéis shakespearianos. "Relativamente cedo em sua carreira", decidiu interpretar Otelo e Hamlet sob a influência do poeta e dramaturgo brasileiro Domingos José Gonçalves de Magalhães em traduções realizadas pelo próprio Magalhães, não baseadas diretamente em Shakespeare, mas antes em Jean-François Ducis, por conta da tradição francófona no Brasil. Anteriormente a este feito, mesmo no Brasil colônia e com o próprio Caetano, as montagens de Hamlet ou de qualquer outra peça de Shakespeare começaram a ser encenadas por companhias que utilizavam versões em português lusitano ― Hamlet será a primeira peça de Shakespeare a ser traduzida ao português do Brasil numa edição publicada, mas somente em 1933 por Tristão da Cunha.

## Vida
Começou a carreira como amador, até que em 24 de abril de 1831 estreou como profissional na peça O Carpinteiro da Livônia, mais tarde representada como Pedro, o Grande.
Apenas dois anos depois, em 1833, João Caetano já ocupava o teatro de Niterói junto com um elenco de atores brasileiros. Assim iniciava a Companhia Nacional João Caetano. Em 13 de março de 1838 interpretou o papel principal da tragédia António José, ou o Poeta e a Inquisição, de Gonçalves de Magalhães, considerada a primeira peça original do teatro brasileiro. No mesmo ano, encenou a primeira comédia brasileira, O Juiz de Paz na Roça, de Martins Pena.
O ator também exerceu as funções de empresário e ensaiador. Autodidata da arte dramática, seu gênero favorito era a tragédia, mas chegou a representar papéis cômicos.
Além de atuar em muitas peças, tanto no Rio como nas províncias, João Caetano publicou dois livros sobre a arte de representar: Reflexões Dramáticas, de 1837, e Lições Dramáticas, de 1862.

### A Escola de Arte
Em 1860, após uma visita ao Conservatório Real da França, João Caetano organizou no Rio uma escola de arte dramática, em que ensino era totalmente gratuito. Além disso, promoveu a criação de um júri dramático, para premiar a produção nacional. Era dono absoluto da cena teatral brasileira de sua época.
O pesquisador J. Galante de Souza (O Teatro no Brasil, vol.1) considera que o ator, "um estudioso dos problemas da arte de representar, e dotado de verdadeira intuição artística, reformou completamente a arte dramática no Brasil".
Antes dele, a declamação era uma espécie de cantiga monótona, como uma ladainha. Ainda segundo J. Galante, "João Caetano substituiu aquela cantilena pela declamação expressiva, com inflexões e tonalidades apropriadas, ensinou a representação natural, chamou atenção para a importância da respiração e mostrou que o ator deve estudar o caráter da personagem que encarna, procurando imitar, não igualar, a natureza". JOÃO CAETANO - "O Mestre Aprendiz do Teatro Brasileiro".
João Caetano criou um perfil para o ator brasileiro, tendo sido um ator excepcional, dentro e fora do palco. Tornou-se um mito, um "herói cultural", através de sua dedicação e de seu trabalho. Nunca um ator foi tão biografado no Brasil como João Caetano.

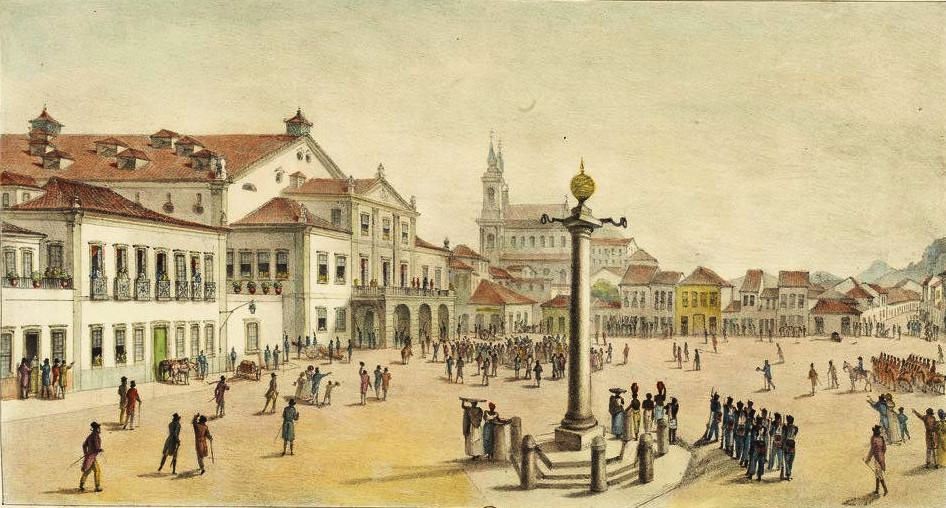
Vista do Teatro Real de São João, atual João Caetano. Pintura de Jean Baptiste Debret (cerca de 1834).

A carreira de João Caetano abria um leque muito variado de possibilidades, em um tempo onde as condições do teatro no Brasil eram muito precárias, tanto do ponto de vista do repertório, na maior parte constituído por traduções de gosto, qualidade e fidelidade duvidosos, quanto do ponto de vista da produção. Basta lembrar que o principal teatro do Rio, na época, queimou 3 vezes em 50 anos. Foi Teatro São João, depois São Pedro de Alcântara, Constitucional Fluminense e novamente São Pedro, seguindo as vicissitudes políticas do império. Foi demolido em 1930 para dar lugar ao atual Teatro João Caetano, na Praça Tiradentes.

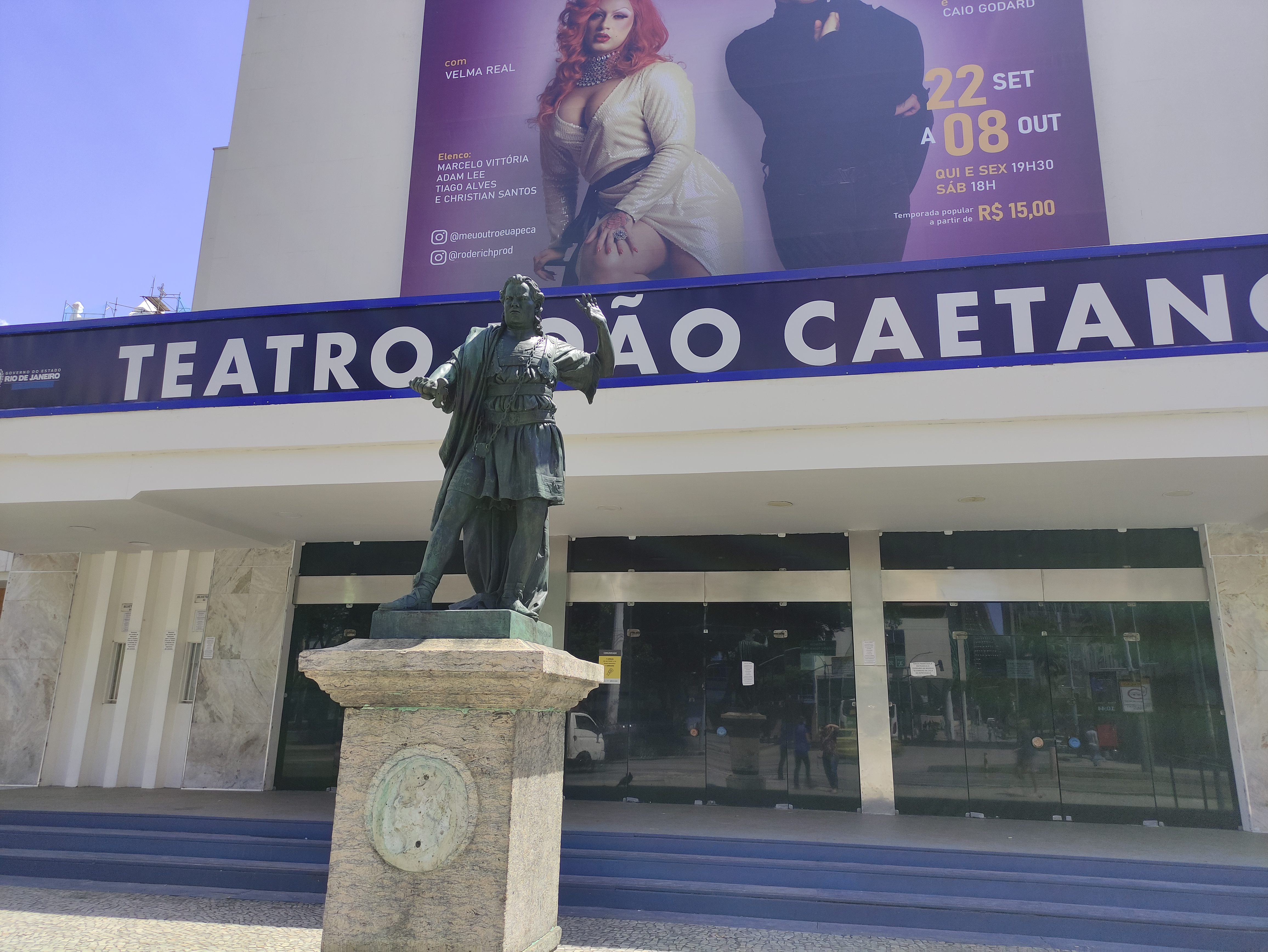
Estátua vandalizada de J. Caetano interpretando "Oscar, filho de Ossian", em frente ao seu teatro homônimo. De autoria do escultor Chaves Pinheiro.

#### A carreira no teatro no Brasil
João Caetano partia do nada, quase do zero absoluto. Era um ator que começava num país que também dava os primeiros passos, onde tudo se mostrava virgem, desde o teatro até a nacionalidade. O leitor que tinha em mente devia ser sobretudo ele mesmo, já que ninguém necessitava mais de lições do que esse aprendiz improvisado em mestre.
Tinha João Caetano certa parecença física com Napoleão, o que deve tê-lo ajudado na carreira, ainda que de modo secundário. De alguma forma esta parecença deveria mobilizar as imaginações de então, uma vez que a França era o modelo de civilização e história que desejamos seguir e alcançar. Foi cadete, tendo servido na guerra Cisplatina. Esta experiência em campo de batalha certamente o ajudou, de acordo com o reconhecimento de críticos seus contemporâneos, na montagem de cenas militares, que eram uma das chaves do sucesso. Além disso, sempre encarou a vida teatral como um campo de batalha, onde se lutava tanto por ideias como por espaço. João Caetano lembra o fato de que quase enforcou sua companheira de vida em cena para justificar a ideia de que o ator jamais pode se deixar levar pelo papel.
João Caetano era homem de formação e decoro clássicos. Nesses termos conseguia sua atividade como ator e suas reflexões sobre ela. Já em 1838, recebia medalha de bronze consagrando-o como o "Talma Brasileiro", equiparando-o, portanto, a um ator da linhagem clássica. Entretanto o que encantava a plateia eram seus arroubos, tocados de entusiasmo, era, em suma, o demônio ou gênio romântico que deixava passar por entre o pretendido equilíbrio de inspiração clássica.

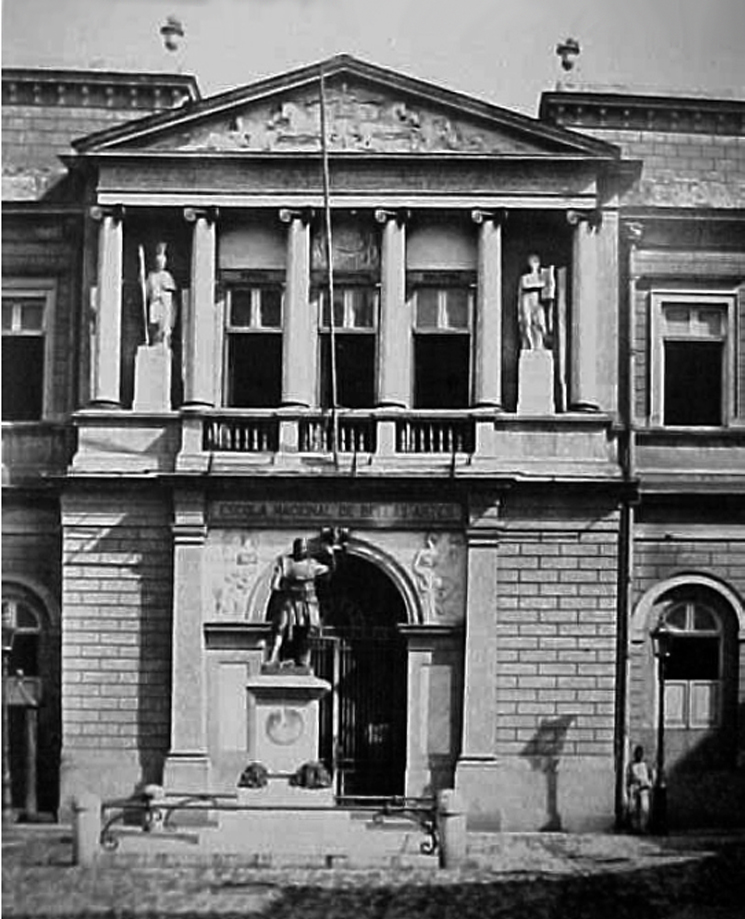
Entrada da Academia Imperial de Belas Artes, com a estátua de João Caetano em frente, em 1891. Fotografia de Marc Ferrez.

#### A primeira companhia de atores
João Caetano foi uma espécie de factótum do teatro brasileiro. Foi ensaiador, encenador e empresário, além de ator. Na época não era muito grande o número de atores letrados. Eram poucos também os que conseguiam ter uma visão globalizante do fenômeno teatral, do texto ao palco e da bilheteria ao bastidor.

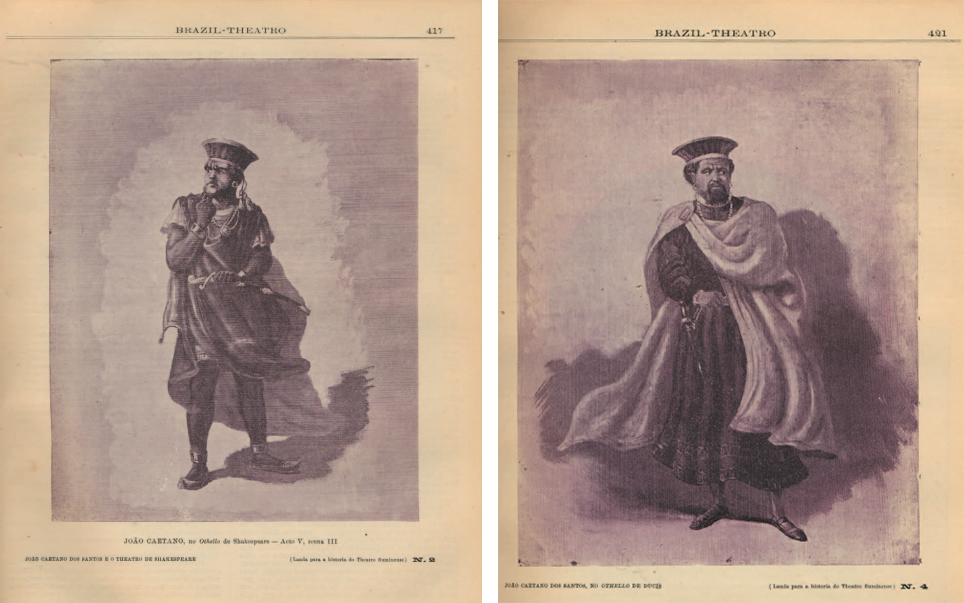
João Caetano como dois Otelos diferentes. Revista Brazil-Theatro, volume 1, 1901.

Em 1833, João Caetano já organizava sua própria companhia, constituindo com ela a primeira companhia de atores nacionais, coisa que sempre alardeou em seu estilo bastante vaidoso. Leve-se em conta que tudo era muito precário, no Brasil e no teatro.
Em algumas cidades havia casas de representação sofríveis, em outras barracões ou tablados improvisados, quando muito. Nos fins do século XVIII e ainda nos começos do século XIX não era incomum os atores serem ex-escravos, dedicados, porém sem formação.
Mulheres em cena eram raras, e com fama de serem libertinas, depois do edito de D. Maria I que as proibira de representar. Muitas vezes eram substituídas por atores masculinos, com resultados visíveis: conta-se de uma Julieta, em Minas Gerais, de tranças loiras e de pele escura, de voz de homem e avantajada envergadura. As montagens sucediam-se rapidamente, com peças mal traduzidas, mal ensaiadas e freqüentemente, portanto, mal representadas.
Para enfrentar esta situação, João Caetano preconizava uma junção da Comédie française com o tradicional mecenato da corte portuguesa, que D. João trouxera para o Brasil. Ele não tinha em mente em toda sua extensão, a imagem de um estado paternalista em relação às artes, imagem que depois se tornou tão comum no Brasil. Imaginava algo mais simples, um mecenato no sentido estrito, uma espécie de proteção esclarecida.
Isso não era novidade no universo intelectual brasileiro. João Caetano conseguiu concretizar em partes seu ideal de teatro. O São Pedro lhe é afinal cedido, junto com uma subvenção de, primeiro, dois contos de reis ao mês, depois três, mais tarde quatro. Dali reinou sobre a plateia mais numerosa da corte que, por ironia do destino, era, em sua maioria, de portugueses ou portugueses naturalizados.

### Hamlet(1835 e 1840)
| |  | |
| João Caetano como Hamlet, ato III, cena 3. Fonte: revista Brazil-Theatro, 1903-1904, volume 2, p. 415. O médico de formação, teatrólogo, jornalista e historiador José Ricardo Pires de Almeida (1843-1913) conta, na revista Brazil-Theatro, que a filha do ator, Julia Sezefrede, lhe presenteou “poucos dias antes de falecer, um álbum, e papéis diversos, outrora pertencentes a Estela Sezefreda, sua mãe, que representara com seu esposo o papel de Ofélia, na referida peça”. O álbum trazia imagens de João Caetano como Hamlet, Otelo, e outros, conforme pôde rememorar apoiado também pela relação que tivera com o ator e pelos depoimentos dos irmãos de João Caetano, Geraldo e Salustiano. |  | João Caetano como Hamlet no monólogo do ato III, cena 1. Revista Brazil-Theatro, vol. 2, p. 481. De acordo com Pires de Almeida quanto ao traje desta imagem, "A tal escolha presidiu, como se vê, a mesma tradição que prevalecera em Londres, isto é, a tradição elisabetana, que vestia Hamlet com os planejamentos dos tempos da Rainha Virgem. Chegara assim até nós, e o ator fluminense dessa arte o adotou também." |

A montagem de Hamlet em 1835 no Rio de Janeiro por João Caetano não obteve êxito por causa da versão da peça, o que foi melhor consertado cinco anos depois, em 1840, com nova montagem com a ajuda literária de Domingos José Gonçalves de Magalhães e a partir da versão de Jean-François Ducis, "e o mesmo público que tinha repelido a tragédia shakespeariana aplaudiu entusiàsticamente êsse arremêdo infeliz da grande peça", segundo conta Eugênio Gomes.